# 困境束缚

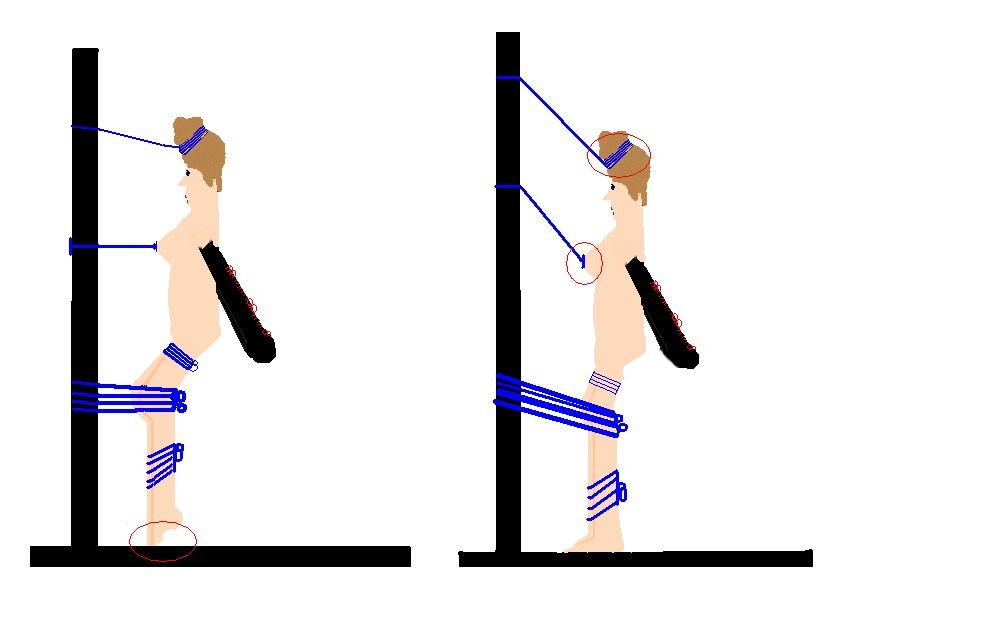
该图中，该人的腿部由于踮起脚尖而感到不舒服，但是如果她放下脚尖，她的乳头和头髪会由于绳索的拉扯而感到痛苦，她只能两者之间进行选择

困境束缚，是指将对象束缚但是对象可以改变自己的姿势，但是无论使用哪种姿势，对象都会觉得不舒服。对象只能选择某一种他们认为相对舒服的姿势，困境束缚通常出现在BDSM和权力交换中。